# Adventdalen

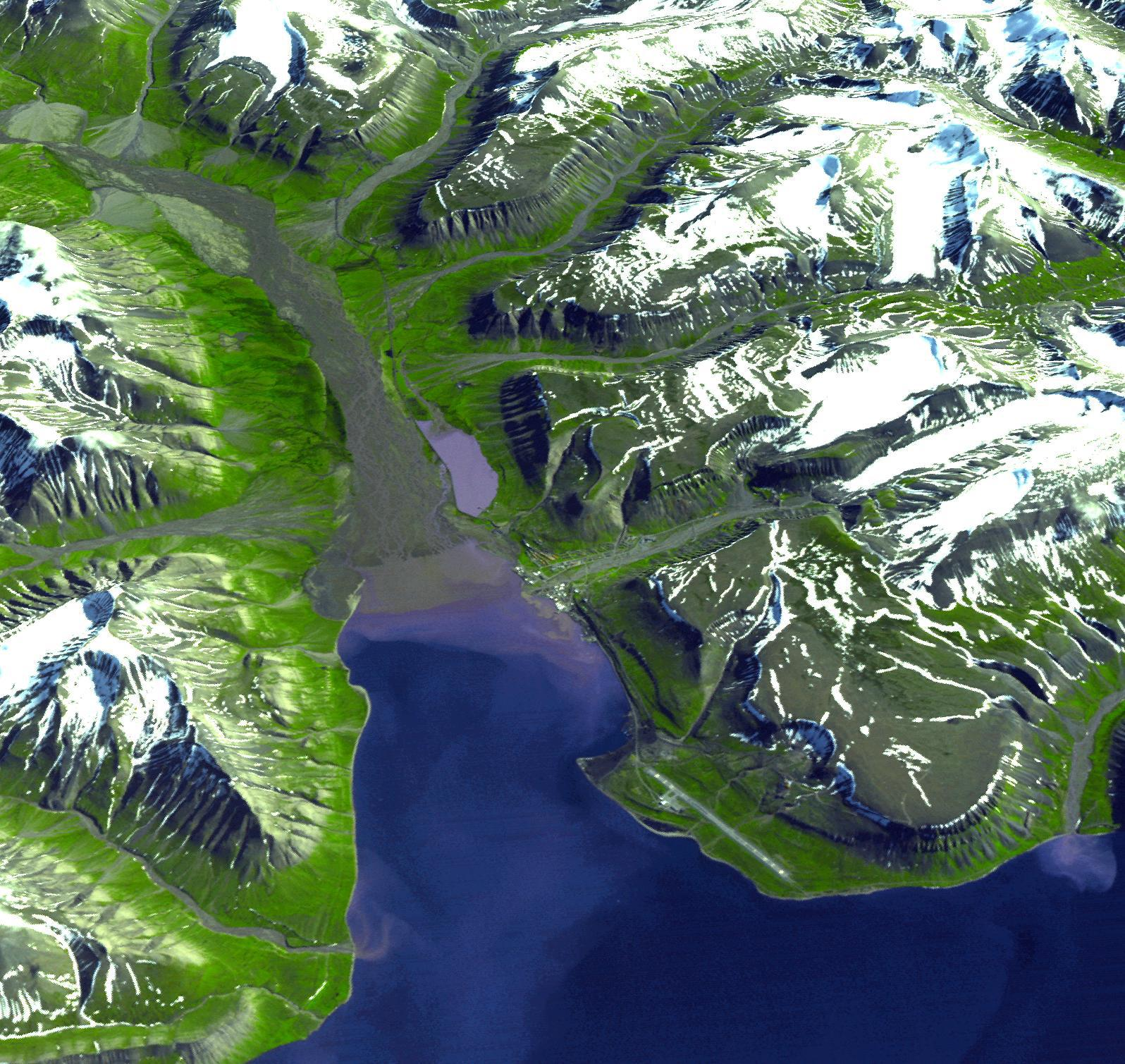
Adventdalen och Adventfjorden med utloppet i Isfjorden, med Svalbards flygplats nederst till höger. Isdammen syns mitt i bilden.

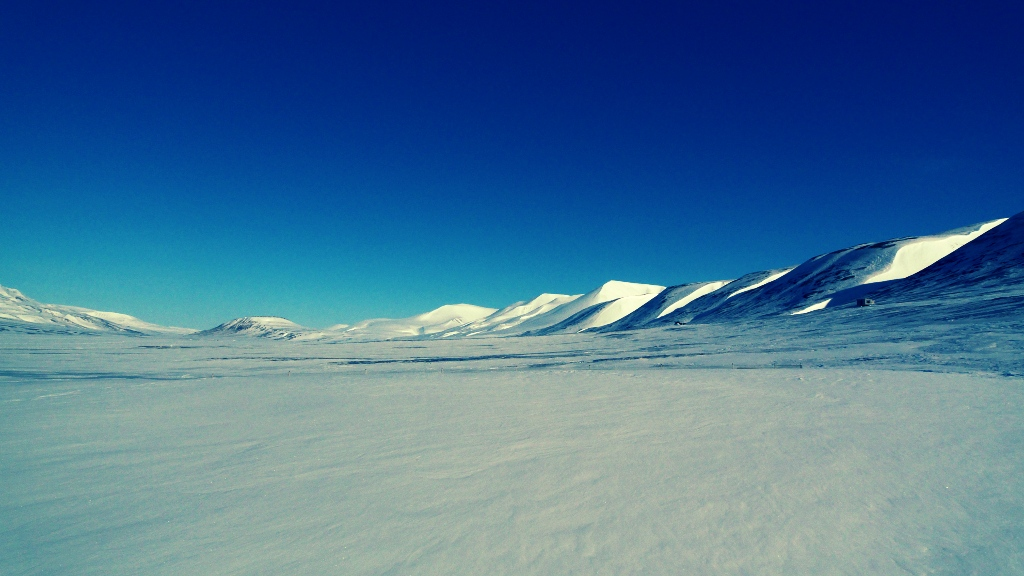
Adventdalen i april

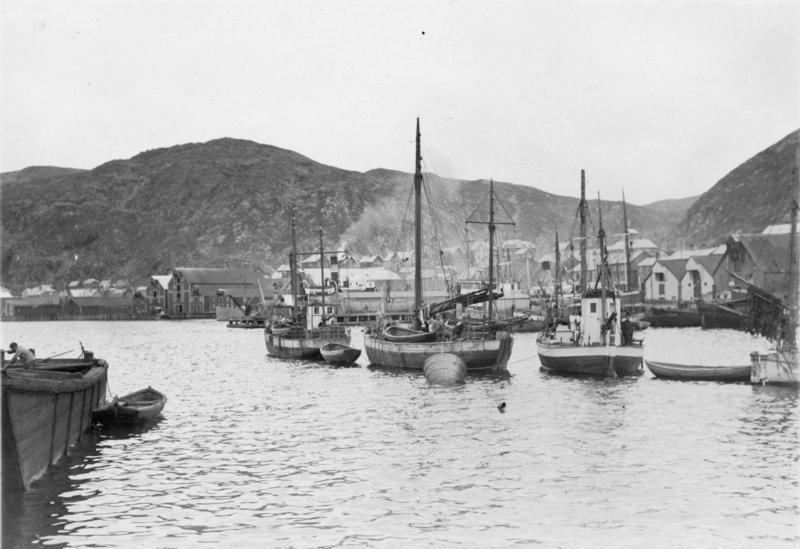
Longyearbyens gamla hamn i Adventfjorden, nära mynningen av Adventdalsälven, 1925

Adventdalen är en 30 kilometer lång dal längs Adventdalsälven på ön Spetsbergen i Svalbard. Den mynnar ut i Adventfjorden, som i sin tur mynnar ut i Isfjorden. Nära Adventdalsälvens utlopp i Adventfjorden mynnar också Longyearälven, utmed vilken Longyearbyen ligger, ut i havet. 
Mellan de två mynningarna finns ett tidvattenbassäng, som är omkring 900 meter bred och har en lutning på 0,1 grad mot fjorden. Avlagrad sediment ger goda livsbetingelser för alger, kräftdjur och vadarfåglar. Tidvattnets nivåskillnad är på detta ställe upp till 1,6 meter. 
Adventdalen är en av glaciärer formad flack dal, som karaktäriseras av branta dalsidor och ett hopflätat älvsystem över hela dalens bredd. Vid mynningen i Adventfjorden finns ett delta av giberttyp, det vill säga ett delta som formats av grova sediment. Sedan tidig holocen era har den fjordvida flodslätten förlängts omkring tio kilometer.

## Kolgruvor
På södra sidan av Adventdalen finns de stängda gruvorna Gruve 5 (78°10′39.69″N 15°44′10.18″Ö / 78.1776917°N 15.7361611°Ö) in i Endalen på Bayfjell och – in i den andra västliga sidodalen Todalen – Gruve 6 (78°11′10″N 15°50′06″Ö / 78.18611°N 15.83500°Ö) i fjellet Bolternosa. Längre in i Adventdalen finns också den fortfarande öppna Gruve 7 (78°9.39′N 16°1.67′Ö / 78.15650°N 16.02783°Ö) på 300 meters höjd på sluttningen av Gruve 7-fjellet, ungefär 15 kilometer från Longyearbyen. Linbanan för frakt av kol till Longyearbyen är kulturminne mellan de tidigare gruvorna 5 och 6 och Linbanecentralen på Skjæringa. 

## Forskningsanläggningar
Uppe på fjället ovanför Gruve 7 ligger Eiscat Svalbard Radars två antenner (78°09′11″N 16°01′44″Ö / 78.15306°N 16.02889°Ö) och Super Dual Auroral Radar Svalbard samt Kjell Henriksen-observatoriet (78°8′52.8″N 16°2′34.8″Ö / 78.148000°N 16.043000°Ö) på 520 meters höjd för utforskning av delar av jordens atmosfär. Detta observatorium ersatte 2007 Nordlysstasjonen på Svalbard i Adventdalen, som var byggd 1978.

## Adventdalens flygplats
Under andra världskriget iordningställde tyska Luftwaffe en start- och landningsbana i Adventdalen (78°12′12.08″N 15°49′37.68″Ö / 78.2033556°N 15.8271333°Ö). Det första flygplanet som landade  var ett spaningsflygplan av typ Junkers 52 den 25 september 1941. Flygplatsen användes inte under de första åren efter krigsslutet.
Under tidigt 1950-talet genomförde Norges flygvapen flygningar med post och förnödenheter till Svalbard med amfibieplan av typ Catalina. Lasten släpptes ned utan att flygplanen landade. I februari 1959 landade dock ett flygplan, efter det att Store Norske Spitsbergen Kulkompani A/S rensat upp banan, för att hämta upp en svårt sjuk patient till fastlandet. En andra landning gjordes i mars samma år. Därefter genomfördes i april 1959 den första civila testflygningen med 54 passagerare av en rutt till Svalbard från Bardufoss flygplats i regi av Store Norske, med en Douglas DC-4 från Braathens. En 40 meter bred och 1.800 meter lång bana hade då iordningställts för ändamålet. Tre flygningar till gjordes 1962–1965 och mer reguljär trafik inleddes från 1965/66 års säsong. Flygplatsen, som inte kunde användas sommartid, användes sedan fram till 1974, då den nuvarande Svalbards flygplats öppnade. 
Under andra världskriget hade den tyska krigsmakten 1941–1942 väderstationen "Bansö" sydost om Isdammen på Dammyra, mellan mynningarna av Endalen och Todalen (78°11′56.05″N 15°47′31.37″Ö / 78.1989028°N 15.7920472°Ö). Byggnaderna finns kvar.

## Snöskoterled
En av de två snöskoterlederna mellan Longyearbyen och Barentsburg, samt den till Sveagruva går genom Adventdalen och dess andra västra sidodal Todalen via fjällpasset Gangskaret (78°5.6′N 15°47.3′Ö / 78.0933°N 15.7883°Ö) på 400 meters höjd längst in i dalen. 
Gangskaret leder till Gangdalen, som är en sidodal till Reindalen i söder och leder vidare till Svea. En kilometer från toppen ligger Bødalen i väster, som är en sidodal till Colesdalen och leder till Barentsburg.
Där finns en av två basstationer i Adventdalen för att ge mobiltelefonitäckning för övergångarna från Todalen till Colesdalen och Barentsburg, och över Reindalen till Sveagruva.

## Isdammen
Huvudartikel: Isdammen
Longyearbyen försörjs med vatten från Adventdalen, där också dricksvattenreservoaren Isdammen (78°12′36″N 15°44′37″Ö / 78.20998°N 15.743653°Ö) byggdes på 1930-talet.

## Bildgalleri

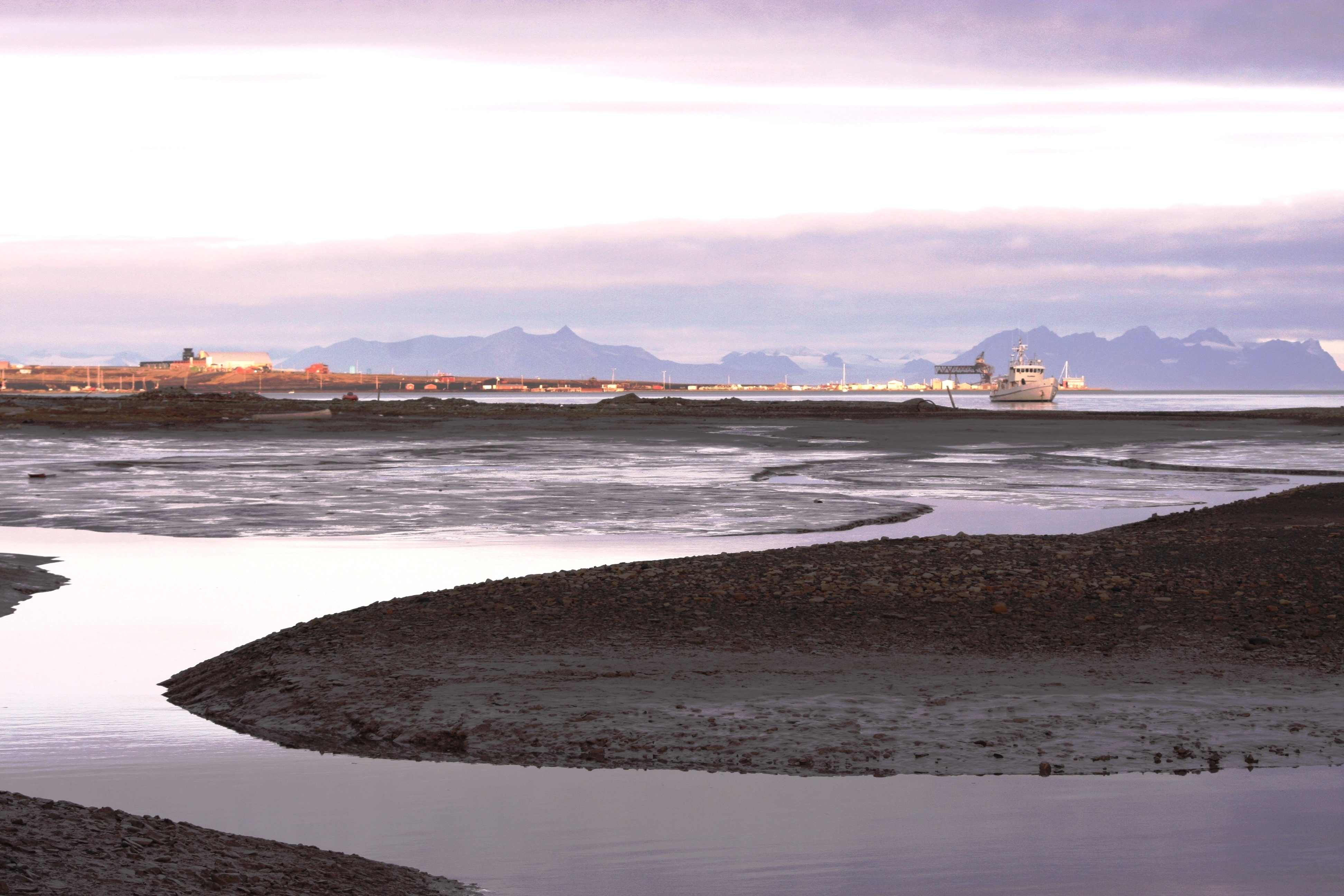
Tidvattenbassäng i Adventälvens utlopp i Adventfjorden
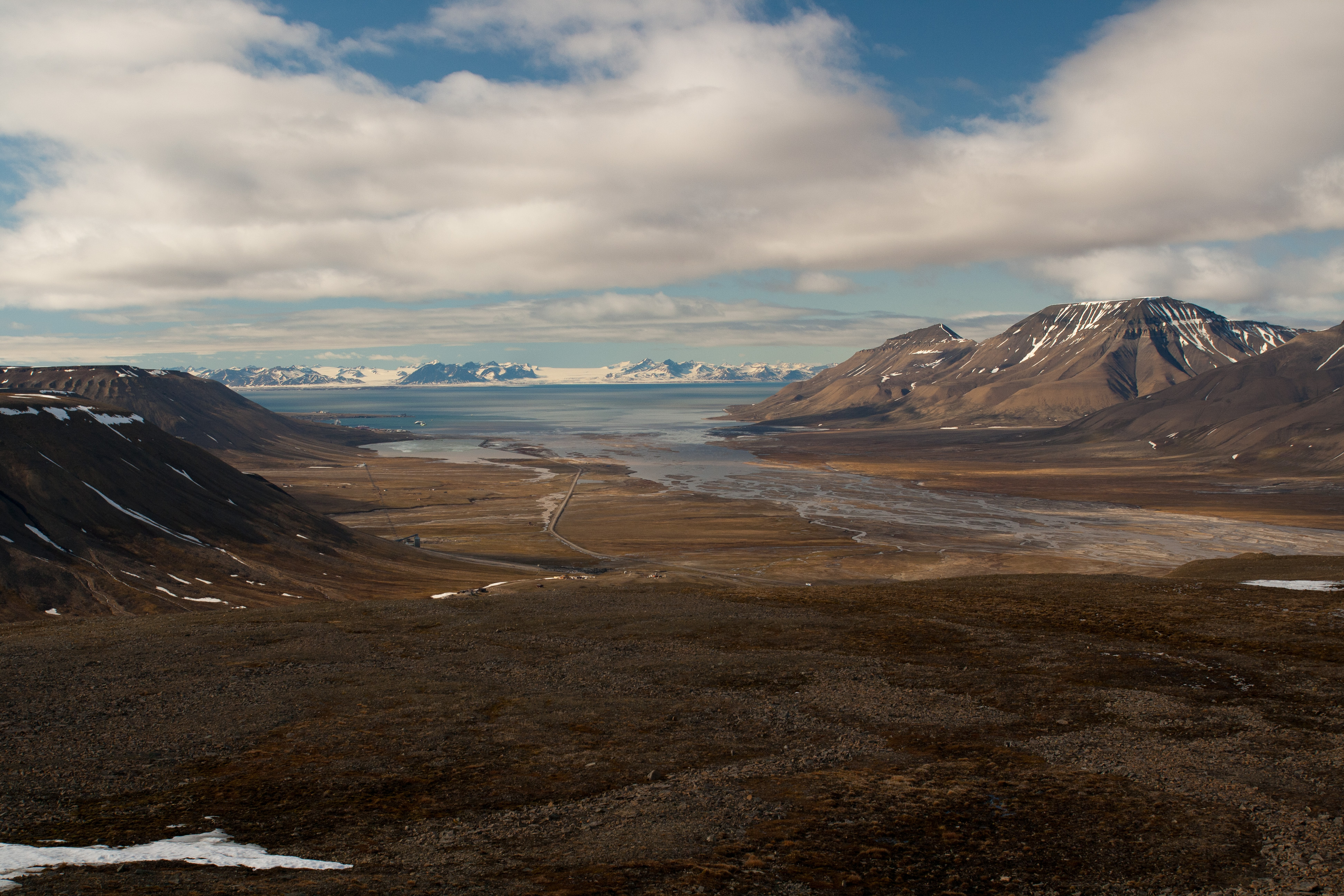
Utsikt över Adventdalen mot Adventfjorden och Oskar II:s land på andra sidan av Isfjorden. Linbanan syns från Gruve 6 bort mot Longyearbyen till vänster om mitten och vägen från Gruve 7 i mitten.
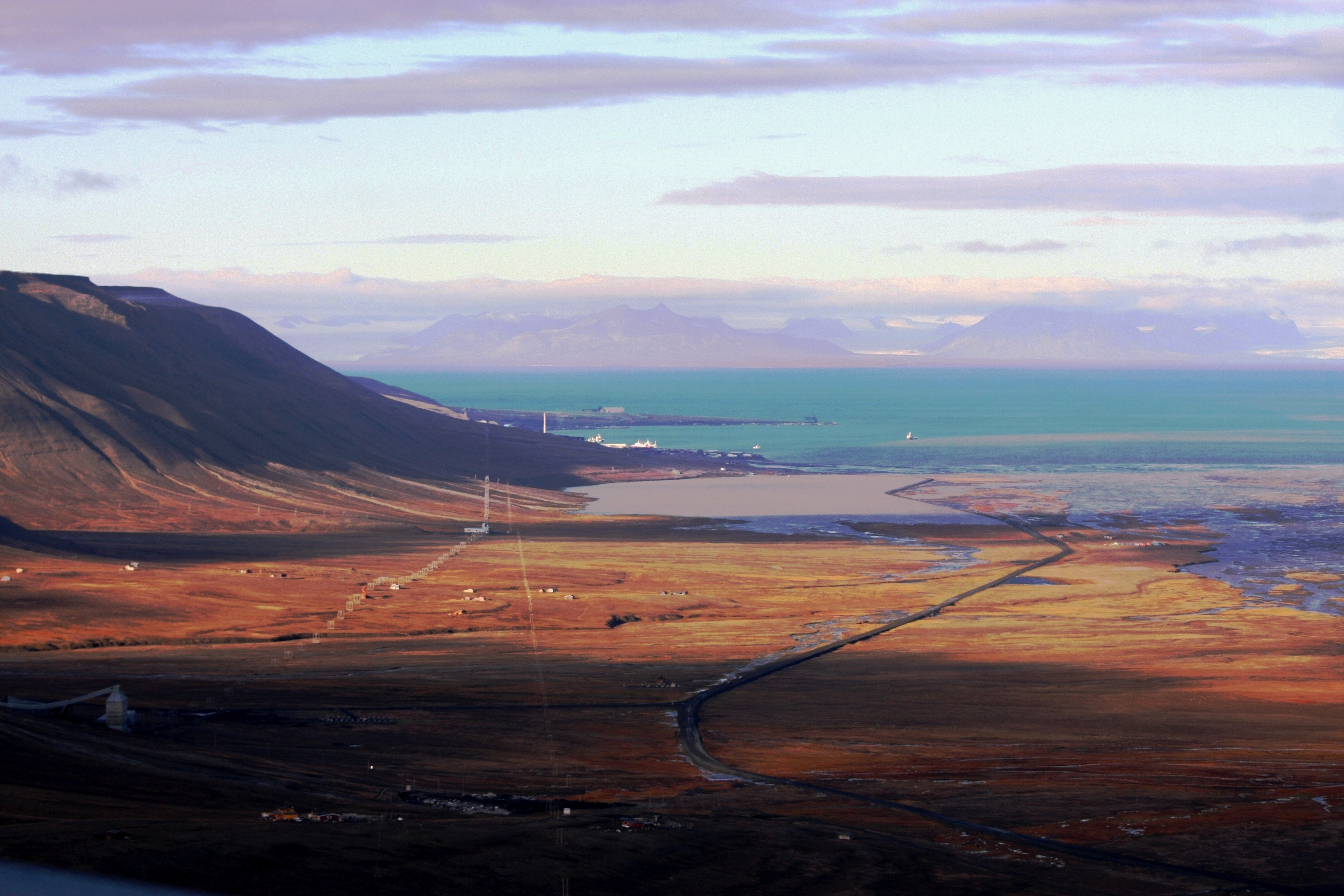
Utsikt över Isdammen, med Gruve 6 till vänster och den tigare tyska väderstationen Bansös byggnader mitt i bilden på Dammyra, hitom Isdammen.
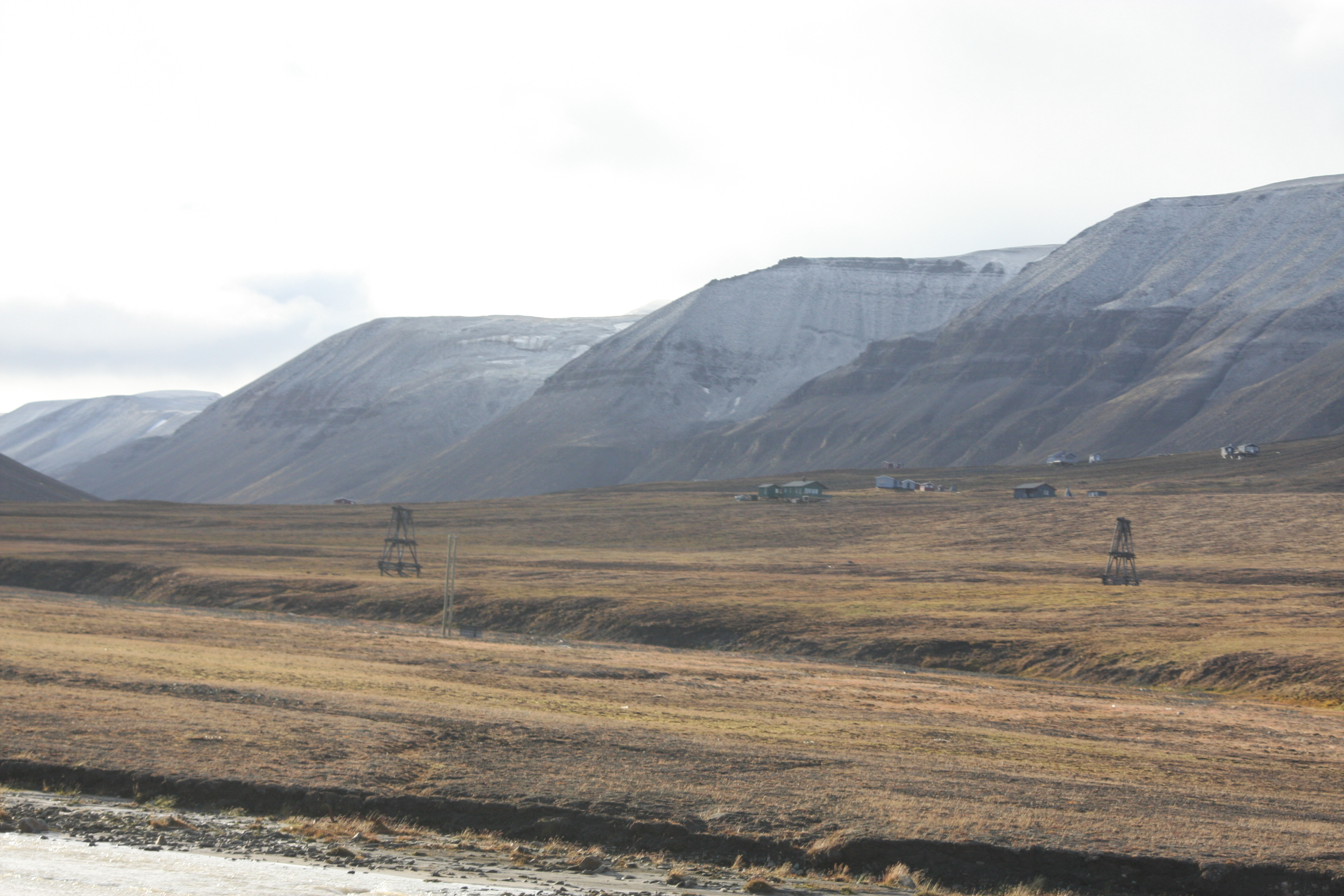
Sidodalen Todalen vid Adventdalen, med bergsändan Bayfjellnosa